# Culto di Alessandro in Egitto

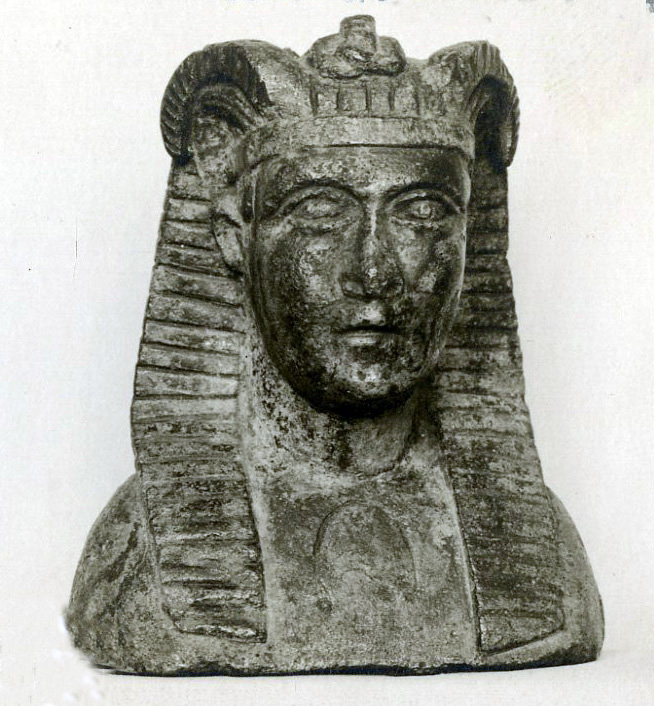
Busto di Alessandro come faraone egizio

Il culto di Alessandro in Egitto fu un antico culto egizio diffusosi alla fine del IV secolo a.C. a seguito della costruzione della tomba monumentale di Alessandro Magno ad Alessandria d'Egitto, capitale del regno ellenistico dell'Egitto tolemaico, per volontà del faraone Tolomeo I Sotere. Il culto di Alessandro fu associato a quello dei Tolomei e ogni anno veniva nominato un sacerdote eponimo di Alessandro.

## Storia

### Antefatti
Dopo la morte di Alessandro il Grande del 323 a.C. uno dei suoi generali, Tolomeo I, nei lunghi e difficili conflitti succeduti alle battaglie di Alessandro, le guerre dei diadochi, riuscì ad aggiudicarsi dalla massa ereditaria dell'impero di Alessandro Magno, l'intero Egitto come sua signoria territoriale e consolidò questa terra come base di partenza per il suo regno.
Per legittimare la sua assunzione di potere sulla terra del Nilo si appellò, come d'altro canto fecero anche gli altri diadochi insieme alla sua fortuna bellica, anche alla legittima discendenza (diadochē) di Alessandro, come nella sua opera storica egli stilizzò sé stesso quale suo più stretto amico.
Alessandro era considerato dagli egizi come un liberatore dalla dominazione straniera dei persiani e di fronte a loro riuscì, secondo il rito dell'antico Egitto, a salire al trono come Faraone, «figlio di Amon-Ra» e inoltre ottenere uno status di divinità. La fruizione della sua successione poté di conseguenza essere a Tolomeo solo utile alla sua presa del potere in Egitto.
Nel nuovo stato tolemaico, la classe dominante poteva essere tuttavia costituita dagli elleni, macedoni e greci seguaci di Alessandro e i loro successori, ai quali infine persino la casa reale tolemaica non apparteneva.
Rafforzato dai suoi grandi successi, Alessandro aveva nei suoi ultimi anni di vita preteso da tutti i suoi sudditi greci l'apoteosi, il riconoscimento come dio vivente. Nel mondo greco queste richieste erano tendenzialmente e in modo contraddittorio accolte negativamente, ma le numerose fondazioni di città da parte di Alessandro gli avevano assicurato una profonda venerazione come dio, poiché i cittadini di una città ellenica tributavano ad ogni loro fondatore (ecista) onori da divinità. Così anche ad Alessandria d'Egitto, che Tolomeo scelse come capitale del suo regno.
Come nessun altro diadoco, Tolomeo incarnò la successione ideale di Alessandro per sé e l'associò propagandisticamente alla dinastia da lui fondata. Per questo, Alessandro dovette essere elevato dallo stato di un semplice dio cittadino a quello di un dio dell'intero regno, che da tutti gli elleni all'interno dei confini dell'Egitto tolemaico doveva essere adorato.

### Alessandro come dio dei tolemaici
Subito verso il 290 a.C. Tolomeo iniziò in Alessandria la costruzione di un tempio funerario per Alessandro, il cosiddetto "corpo" (sēma), e vi pose a capo un prete (ἱερεύς, hiereus) come guida spirituale e celebrante delle cerimonie religiose. L'ufficio sacerdotale alessandrino avanzò rapidamente verso la più alta dignità del regno tolemaico.
La sua importanza veniva sottolineata dal suo carattere eponimo, il che significa, che l'anno di governo di un re veniva chiamato secondo il nome del sacerdote e documenti in greco e demotico venivano datati con il suo nome.
Come primo titolare del servizio fu scelto il fratello del re, Menelao. Sotto Tolomeo I i sacerdoti potevano ricoprire la carica per più anni, mentre da Tolomeo II il periodo di servizio, con poche eccezioni, era limitato a un anno.
La fortunata instaurazione del culto di Alessandro ad Alessandria fu agevolata senza dubbio dalla presa di possesso della salma di Alessandro, che già nel 321 a.C. era stata trafugata da Babilonia e portata in Egitto. Tolomeo I lasciò che i trafugatori la sistemassero a Menfi, ma sotto Tolomeo II la salma venne traslata ad Alessandria.
La presenza della salma del fondatore della città nella stessa città egizia innalzò il prestigio della medesima, come anche quello della dinastia tolemaica, su quelle degli altri diadochi e rafforzò la fede nel nuovo culto di stato. Le spoglie mortali di Alessandro non vennero del resto cremate, secondo l'uso greco-macedone, ma esposte in un sarcofago dorato, che più tardi, fu sostituito da un contenitore trasparente. Così essa divenne uno dei luoghi di pellegrinaggio più frequentati nell'antico mondo del Mediterraneo, che ancora incitava al pellegrinaggio gli imperatori romani.
Nel pantheon delle divinità greche, Alessandro fu aggiunto alle divinità olimpiche, e quindi a quelle più importanti, dai Tolomei. Ciò spiega tra l'altro l'omissione dell'indicazione di "dio" nei documenti e negli atti, poiché per i dei olimpici il nome individuale era sufficiente ad individuarne lo status, cosicché l'epiteto "dio" (theos) dinnanzi al nome era superfluo. Come Zeus o Apollo, ora anche Alessandro era il nome di un dio.

### I Tolomei come dei che condividevano il tempio
Mentre sotto Tolomeo I fu stabilito il culto di Alessandro, il suo figlio e successore Tolomeo II ne compì il collegamento con il culto della propria dinastia.
Il culto tolemaico fu fondato tra il 283 e il 282 a.C. con l'imposizione della coppia defunta dei genitori di Tolomeo II come "divinità salvatrici" (theoi soteres).
Il significato emergente del culto di Alessandro per la dinastia fu in quell'occasione ulteriormente rafforzato, mentre anche le statue del culto tolemaico furono poste nel tempio e il sacerdote di Alessandro ora subentrò anche in ogni cerimonia di culto, che doveva offrire sacrifici ai Tolomei divinizzati. Così i Tolomei sottolineavano il primato di Alessandro come divinità principale e parimenti il loro sottordine nei suoi confronti, poiché essi come "dei" condividevano il tempio di Alessandro (theoi synnaoi) ma lasciavano al suo posto il dio principale. Alessandro rimase il principale destinatario di tutte le offerte, mentre i Tolomei vi partecipavano solamente.
L'innalzamento di Alessandro sui Tolomei e il loro legame con lui divennero successivamente, con l'ampliamento del suo culto istituzionale, più profondi. Così nel 269 a.C. fu istituito il servizio sacerdotale della "portatrice del cesto" (kanēphóros), della "dea dei fratelli e sorelle"/Arsinoe II, nel 211 a.C. di ognuna delle "Premiate", cioè coronate (athlophoros), della "dea benefattrice"/Berenice II e nel 199 a.C. un servizio di sacerdotesse per la "dea amante del padre"/Arsinoe III. Tutti questi impieghi erano subalterni al sacerdote di Alessandro. Cleopatra III unì ad essi tre ulteriori tre servizi sacerdotali per il suo culto personale come "benefattrice e dea materna": quello del "sacro puledro" (hieros pōlos), quello della "incoronata" (stephanēphoros) e quello della "portatrice di luce" (phōsphoros).
Anche lo status della "divinità che condivide il tempio" fu ulteriormente consolidato, dopo che sotto Tolomeo IV la inumazione dei resti dei Tolomei fu attuato nella sema, e, al contrario della salma di Alessandro, secondo l'usanza greca, essi furono cremati e conservati in urne.

## Elenco dei sacerdoti eponimi di Alessandro
Tolomeo I Sotere (305–282 a.C.) 
| Sacerdote | Sacerdote               | Anno         | Anno di regno | Fonti          | Note                           |
| --------- | ----------------------- | ------------ | ------------- | -------------- | ------------------------------ |
| 006       | Menelao, figlio di Lago | 285/284 a.C. | 39            | P. Hib. I 84a. | Fratello di Tolomeo I 4ª volta |
| 007       | Menelao, figlio di Lago | 284/283 a.C. | 40            | P. Eleph. 2.   | 5ª volta                       |
| 008       | Eurea, figlio di Proito | 283/282 a.C. | 41            | P. Eleph. 3.   | ebbe la carica tre volte       |

 Tolomeo II Filadelfo (285/282–246 a.C.) 
| Sacerdote | Sacerdote                                    | Anno         | Anno di regno | Fonti                                                           | Note                                                                                  |
| --- | -------------------------------------------- | ------------ | ------------- | --------------------------------------------------------------- | ------------------------------------------------------------------------------------- |
| Per i sacerdoti n° 9-16 (dal quarto all'undicesimo anno di regno di Tolomeo II) se ne conoscono solo due ma senza data precisa. |                                              |              |               |                                                                 |                                                                                       |
| ? | Ateneo o Limneo, figlio di Apollonio         | ?            | ?             | P. Hib. I 97.                                                   |                                                                                       |
| ? | Filisco, figlio di Spudeo                    | ?            | ?             | P. Hib. I 30.                                                   |                                                                                       |
| 017 | Leontisco, figlio di Callimede               | 274/273 a.C. | 12            | P. Cair. Zen. I 59001. P. Hib. I 110.                           |                                                                                       |
| 018 | Nearco o Neomede, figlio di Neocle o Filocle | 273/272 a.C. | 13            | P. Hib. I 110; II 199.                                          |                                                                                       |
| 019 | Callicrate, figlio di Boisco                 | 272/271 a.C. | 14            | P. Hib. II 199. PP VI 14607.                                    | di Samo. Primo sacerdote di Alessandro e dei Theoi Adelphoi (Tolomeo II e Arsinoe II) |
| 020 | Patroclo, figlio di Patrono                  | 271/270 a.C. | 15            | P. Hib. II 199. PP VI 15063.                                    | dalla Macedonia                                                                       |
| Per i sacerdoti n° 21-25 (dal sedicesimo al ventesimo anno di regno di Tolomeo II) non si hanno né papiri né iscrizioni.        |                                              |              |               |                                                                 |                                                                                       |
| 026 | Timarchide, figlio di Asclepiodoro           | 265/264 a.C. | 21            | P. Strasb. V 641.                                               |                                                                                       |
| 027 | Pelope, figlio di Alessandro                 | 264/263 a.C. | 22            | P. Hib. I 92. PP VI 14618.                                      | dalla Macedonia, padre di Pelope                                                      |
| 028 | Cinea, figlio di Alcheta                     | 263/262 a.C. | 23            | P. Hib. I 88; II 209. PP VI 17215.                              | dalla Tessaglia                                                                       |
| 029 | Aristonico, figlio di Perilao                | 262/261 a.C. | 24            | P. Hib. I 85 e 190. PP VI 14897.                                | di Samo                                                                               |
| 030 | Tolomeo, figlio di Aratocle                  | 261/260 a.C. | 25            | P. Hib. I 143. P. Osl. II 16. PP III/IX 5236.                   | di Rodi                                                                               |
| 031 | Taurino, figlio di Alessandro                | 260/259 a.C. | 26            | BGU VI 1226.                                                    | dalla Macedonia, fratello di Pelope                                                   |
| 032 | Medeo, figlio di Lampone (o Laagone)         | 259/258 a.C. | 27            | BGU VI 1227. P. Petrie III 56b.                                 |                                                                                       |
| 033 | Antifilo, figlio di Lichino                  | 258/257 a.C. | 28            | BGU VI 1228. P. Hib. I 94.                                      |                                                                                       |
| 034 | Antioco, figlio di Chebba                    | 257/256 a.C. | 29            | BGU VI 1229; X 1979, 1980. P. Cair. Zen. I 59133. P. Hib. I 95. | dalla Tessaglia                                                                       |
| 035 | ?                                            | 256/255 a.C. | 30            |                                                                 |                                                                                       |
| 036 | Glaucone, figlio di Eteocle                  | 255/254 a.C. | 31            | PP IX 5203. P. Cair. Zen. II 59173, 59182.                      | di Atene                                                                              |
| 037 | ?                                            | 254/253 a.C. | 32            |                                                                 |                                                                                       |
| 038 | Aeto, figlio di Apollonio                    | 253/252 a.C. | 33            | P. Cair. Zen. II 59248. PP IX 4988.                             | di Aspendo                                                                            |
| 039 | Neottolemo, figlio di Craiside               | 252/251 a.C. | 34            | P. Hib. I 98.                                                   | dalla Pisidia                                                                         |
| 040 | Tolomeo, figlio di Andromaco                 | 251/250 a.C. | 35            | P. Cair. Zen. II 59289.                                         | Forse identico a Tolomeo Andromaco                                                    |
| 041 | Epeneto, figlio di Epeneto                   | 250/249 a.C. | 36            | P. Cornell 2.                                                   |                                                                                       |
| 042 | ?                                            | 249/248 a.C. | 37            | P. Cornell 2.                                                   |                                                                                       |
| 043 | Antioco, figlio di Cratida                   | 248/247 a.C. | 38            | PP III/IX 4999. P. Petrie III 54a.                              | di Aptera                                                                             |
| 044 | Tlepolemo, figlio di Artapate                | 247/246 a.C. | 39            | P. Cair. Zen. III 59340.                                        | di Xanthos                                                                            |

 Tolomeo III Evergete (246–222 a.C.) 
| Sacerdote | Sacerdote                                | Anno         | Anno di regno | Fonti                                                        | Note              |
| --------- | ---------------------------------------- | ------------ | ------------- | ------------------------------------------------------------ | ----------------- |
| 044       | Tlepolemo, figlio di Artapate            | 246/246 a.C. | 1             |                                                              |                   |
| 045       | Tlepolemo, figlio di Artapate            | 246/245 a.C. | 2             | P. Petrie III 43. PSI IV 385.                                | 2ª volta          |
| 046       | Archelao, figlio di Dama                 | 245/244 a.C. | 3             | BGU X 1981. P. Hib. I 145. PP III/IX 5040.                   |                   |
| 047       | Archelao, figlio di Dama                 | 244/243 a.C. | 4             | BGU X 1981. P. Hib. I 145. PP III/IX 5040.                   | 2ª volta          |
| 048       | Aristobulo, figlio di Diodoto            | 243/242 a.C. | 5             | P. Hib. I 171. PSI IV 389.                                   |                   |
| 049       | Tantalo, figlio di Cleonico              | 242/241 a.C. | 6             | P. Petrie II 44 = III 54b.                                   |                   |
| 050       | Archibio, figlio di Feidone              | 241/240 a.C. | 7             | P. Hausw. 2; 8; 9.                                           |                   |
| 051       | Onomasto, figlio di Pirgone o Pirrone    | 240/239 a.C. | 8             | P. Hib. I 89; II 261, 262.                                   |                   |
| 052       | Apollonide, figlio di Moschione          | 239/238 a.C. | 9             | OGIS I 56.                                                   |                   |
| 053       | Apollonide, figlio di Moschione          | 238/237 a.C. | 10            | P. Petrie IV 1.                                              | 2ª volta          |
| 054       | Seleuco                                  | 237/236 a.C. | 11            | P. Petrie III 58d.                                           |                   |
| 055       | Eucle, figlio di Eubata                  | 236/235 a.C. | 12            | BGU X 1982. P. Petrie IV 16.                                 |                   |
| 056       | Sosibio, figlio di Dioscuride            | 235/234 a.C. | 13            | P. Petrie III 55a; IV 22. PP VI 14631.                       |                   |
| 057       | Ellanico, figlio di Ellanico o Eufragora | 234/233 a.C. | 14            | P. Amsterdam Inv. 250.                                       |                   |
| 058       | ?, figlio di Leone                       | 233/232 a.C. | 15            | P. dem. Cair. II 30604.                                      |                   |
| 059       | Aristomaco, figlio di Timandro           | 232/231 a.C. | 16            | P. Hamb. Inv. 676.                                           |                   |
| 060       | Mennea, figlio di Menoitio               | 231/230 a.C. | 17            | P. dem. Berl. 3089.                                          |                   |
| 061       | ?                                        | 230/229 a.C. | 18            |                                                              |                   |
| 062       | Filone, figlio di Antipatro              | 229/228 a.C. | 19            | P. dem. Cair. II 31208; 31210.                               |                   |
| 063       | Icatida, figlio di Icatida               | 228/227 a.C. | 20            | SB V 7631.                                                   |                   |
| 064       | Galeste, figlio di Filistione            | 227/226 a.C. | 21            | P. Petrie III 21a–b. SB III 6277; 6301. P. dem. Cair. 30624. |                   |
| 065       | Alessicrate, figlio di Teogene           | 226/225 a.C. | 22            | P. Petrie I 19; III 19c.                                     |                   |
| 066       | Tolomeo, figlio di Crisermo              | 225/224 a.C. | 23            | PP III/IX 5238; VI 14624.                                    |                   |
| 067       | Archetea, figlio di Iasio                | 224/223 a.C. | 24            | P. Hamb. Inv. I 24.                                          |                   |
| 068       | Dositeo, figlio di Drimilo               | 223/222 a.C. | 25            | CPJud. I 127d–e. Terzo libro dei Maccabei 1, 3.              | Ebreo per nascita |
| 069       | ?                                        | 222 a.C.     | 26            |                                                              |                   |

 Tolomeo IV Filopatore (222–205 a.C.) 
| Sacerdote | Sacerdote                                | Anno         | Anno di regno | Fonti                                                    | Note                        |
| --------- | ---------------------------------------- | ------------ | ------------- | -------------------------------------------------------- | --------------------------- |
| 069       | Nicanore, figlio di Bacchio              | 222/221 a.C. | 1             | BGU VI 1273; X 1983.                                     |                             |
| 070       | Pitea, figlio di Apollodoro              | 221/220 a.C. | 2             | P. Hausw. 16. SB X 10450; XII 10859.                     |                             |
| 071       | Demetrio, figlio di Apelle               | 220/219 a.C. | 3             | BGU X 1984.                                              |                             |
| 072       | Demetrio, figlio di Apelle               | 219/218 a.C. | 4             | SB XII 11061.                                            |                             |
| 073       | Mnasiade, figlio di Policrate            | 218/217 a.C. | 5             | BGU VI 1274.                                             | di Argo, padre di Policrate |
| 074       | Tolomeo, figlio di Eropo                 | 217/216 a.C. | 6             | PP III/IX 5239; VI 15168 e 15237.                        | di Argo                     |
| 075       | Agatocle, figlio di Agatocle             | 216/215 a.C. | 7             | BGU VI 1262; X 1958; 1986.                               |                             |
| 076       | Tolomeo, figlio di Tolomeo               | 215/214 a.C. | 8             | BGU VI 1264; 1275; 1276; 1277; 1278; X 1943; 1959; 1969. |                             |
| 077       | Andronico, figlio di Nicanore            | 214/213 a.C. | 9             | BGU X 1944; 1945; 1960; XIV 2397.                        |                             |
| 078       | Pitangelo, figlio di Filocleito          | 213/212 a.C. | 10            | BGU X 1946; 1947. SB III 6289.                           |                             |
| 079       | Eteoneo (?, figlio di Eteoneo?)          | 212/211 a.C. | 11            | BGU X 1963; 1965. SB III 6288.                           |                             |
| 080       | Eteoneo (?, figlio di Eteoneo?)          | 211/210 a.C. | 12            | P. dem. Berl. 3075.                                      |                             |
| 081       | Antifilo, figlio di Agatanore            | 210/209 a.C. | 13            | P. BM Andrews 18.                                        |                             |
| 082       | Aiachide, figlio di Geronimo             | 209/208 a.C. | 14            | P. Hausw. 14.                                            |                             |
| 083       | Demostene o Timostene, figlio di Cratino | 208/207 a.C. | 15            | P. BM Andrews 28.                                        |                             |
| 084       | ?                                        | 207/206 a.C. | 16            |                                                          |                             |
| 085       | ?                                        | 206/205 a.C. | 17            |                                                          |                             |
| 086       | Asclepiade, figlio di Asclepiade         | 205 a.C.     | 18            | P. KölnÄgypt. 7.                                         |                             |

 Tolomeo V Epifane (205–180 a.C.) 
| Sacerdote | Sacerdote                          | Anno         | Anno di regno | Fonti                                   | Note           |
| --------- | ---------------------------------- | ------------ | ------------- | --------------------------------------- | -------------- |
| 086       | ?                                  | 205/204 a.C. | 1             |                                         |                |
| 087       | Aristomene, figlio di Mennea       | 204/203 a.C. | 2             | P. dem. Cair. 30660, 30700.             | di Alizia      |
| 088       | Satiro, figlio di Eumene           | 203/202 a.C. | 3             | PP III/IX 5263.                         |                |
| 089       | Adaio, figlio di Gorgia            | 202/201 a.C. | 4             | P. Tebt. III 820.                       |                |
| 090       | Pausania, figlio di Demetrio       | 201/200 a.C. | 5             | P. Tebt. III 1003.                      |                |
| 091       | Andromaco, figlio di Lisimaco      | 200/199 a.C. | 6             |                                         |                |
| 092       | Twnn, figlio di Tolomeo            | 199/198 a.C. | 7             | P. dem. Louvre 2435.                    |                |
| 093       | Demetrio, figlio di Sitalche       | 198/197 a.C. | 8             | P. dem. Louvre 3266.                    |                |
| 094       | Aeto, figlio di Aeto               | 197/196 a.C. | 9             | Stele di Rosetta = OGIS I 90.           |                |
| 095       | Zoilo, figlio di Andro             | 196/195 a.C. | 10            | Londra, BM EA 10624, 10629.             |                |
| 096       | Tolomeo, figlio di Tolomeo         | 195/194 a.C. | 11            | PP IX 5240a.                            |                |
| 097       | ?                                  | 194/193 a.C. | 12            |                                         |                |
| 098       | ?, figlio di Eumelo                | 193/192 a.C. | 13            | P. Tebt. III 816.                       |                |
| 099       | Teone, figlio di Zenodoto          | 192/191 a.C. | 14            | BGU XIV 2388.                           |                |
| 100       | Antipatro, figlio di Dionisio      | 191/190 a.C. | 15            | Londra, BM EA 10560.                    |                |
| 101       | ?                                  | 190/189 a.C. | 16            |                                         |                |
| 102       | ?                                  | 189/188 a.C. | 17            |                                         |                |
| 103       | Carileo, figlio di Ninfione        | 188/187 a.C. | 18            | P. Mich. Inv. 928.                      |                |
| 104       | Aristonico, figlio di Aristonico   | 187/186 a.C. | 19            |                                         | di Alessandria |
| 105       | Timoteo, figlio di Timoteo         | 186/185 a.C. | 20            | P. Mich. Inv. 3156. P. BM. Reich 10226. |                |
| 106       | Tolomeo, figlio di Tolomeo         | 185/184 a.C. | 21            | PP III/IX 5241, VI 14946.               |                |
| 107       | Tolomeo, figlio di Tolomeo         | 184/183 a.C. | 22            | PP III/IX 5241, VI 14946.               | 2ª volta       |
| 108       | Tolomeo, figlio di Pirride         | 183/182 a.C. | 23            | Stele 5576.                             |                |
| 109       | Egesistrato, figlio di Egesistrato | 182/181 a.C. | 24            | P. BM Andrews 10.                       |                |
| 110       | ?, figlio di Zenodoro              | 181/180 a.C. | 25            |                                         |                |

 Tolomeo VI Filometore (180–170 a.C.) 
| Sacerdote | Sacerdote                          | Anno         | Anno di regno | Fonti                                | Note           |
| --------- | ---------------------------------- | ------------ | ------------- | ------------------------------------ | -------------- |
| 110       | ?                                  | 181/180 a.C. | 1             |                                      |                |
| 111       | Poseidonio, figlio di Poseidonio   | 180/179 a.C. | 2             | P. Amh. II 42.                       |                |
| 112       | Filone, figlio di Castore          | 179/178 a.C. | 3             | P. dem. Cair. 30783, 30968.          | di Alessandria |
| 113       | ?                                  | 178/177 a.C. | 4             |                                      |                |
| 114       | Tolomeo, figlio di Tolomeo         | 177/176 a.C. | 5             | Londra, BM EA 10518.                 |                |
| 115       | Tolomeo, figlio di Filocrate       | 176/175 a.C. | 6             |                                      |                |
| 116       | Filostrato, figlio di Asclepiodoto | 175/174 a.C. | 7             | P. Tebt. III 818, 979.               |                |
| 117       | Eracleodoro, figlio di Apollofane  | 174/173 a.C. | 8             | P. Amh. II 43.                       |                |
| 118       | Apollodoro, figlio di Zenone       | 173/172 a.C. | 9             | P. BM Siut 10594. P. Mich. Inv. 190. |                |
| 119       | Demetrio, figlio di Democle        | 172/171 a.C. | 10            | P. Tebt. III 819.                    |                |
| 120       | Alessandro, figlio di Epicrate     | 171/170 a.C. | 11            | Londra, BM EA 10675.                 |                |

 Tolomeo VI Filometore / Tolomeo VIII Evergete / Cleopatra II (170–145 a.C.) 
| Sacerdote | Sacerdote                                  | Anno         | Anno di regno | Fonti                                            | Note                                            |
| --------- | ------------------------------------------ | ------------ | ------------- | ------------------------------------------------ | ----------------------------------------------- |
| 121       | Pirro, figlio di Pirro                     | 170/169 a.C. | 12 / 1        | Londra, BM EA 10513.                             |                                                 |
| 122       | ?                                          | 169/168 a.C. | 13 / 2        |                                                  |                                                 |
| 123       | ?                                          | 168/167 a.C. | 14 / 3        |                                                  |                                                 |
| 124       | ?                                          | 167/166 a.C. | 15 / 4        |                                                  |                                                 |
| 125       | Melagcoma (figlio di Filodamo)             | 166/165 a.C. | 16 / 5        | PP III/IX 5194.                                  | dall'Etolia                                     |
| 126       | Policrito, figlio di Aristodemo            | 165/164 a.C. | 17 / 6        |                                                  |                                                 |
| 127       | Eracleide o Eracleito, figlio di Filosseno | 164/163 a.C. | 18 / 7        |                                                  |                                                 |
| 128       | Isidoto, figlio di Teone o Tione           | 163/162 a.C. | 19 / 8        |                                                  |                                                 |
| 129       | ?                                          | 162/161 a.C. | 20 / 9        |                                                  |                                                 |
| 130       | ?                                          | 161/160 a.C. | 21 / 10       |                                                  |                                                 |
| 131       | ?                                          | 160/159 a.C. | 22 / 11       |                                                  |                                                 |
| 132       | ?                                          | 159/158 a.C. | 23 / 12       |                                                  |                                                 |
| 133       | Tolomeo, figlio di Tolomeo                 | 158/157 a.C. | 24 / 13       | P. dem. Cair. 30606. Londra, BM EA 10561, 10618. | Figlio maggiore di Tolomeo VI e di Cleopatra II |
| 134       | ?                                          | 157/156 a.C. | 25 / 14       |                                                  |                                                 |
| 135       | Cafisodoro, figlio di Cafisodoro           | 156/155 a.C. | 26 / 15       | PP III/IX 5167.                                  |                                                 |
| 136       | ?                                          | 155/154 a.C. | 27 / 16       |                                                  |                                                 |
| 137       | ?                                          | 154/153 a.C. | 28 / 17       |                                                  |                                                 |
| 138       | Demetrio, figlio di Stratonico             | 153/152 a.C. | 29 / 18       |                                                  |                                                 |
| 139       | ?                                          | 152/151 a.C. | 30 / 19       |                                                  |                                                 |
| 140       | ?                                          | 151/150 a.C. | 31 / 20       |                                                  |                                                 |
| 141       | Epitico o Epidico                          | 150/149 a.C. | 32 / 21       | Londra, BM EA 10620.                             |                                                 |
| 142       | ?                                          | 149/148 a.C. | 33 / 22       |                                                  |                                                 |
| 143       | Callicle, figlio di Diocrate o Teocrate    | 148/147 a.C. | 34 / 23       | P. dem. Cair. 31179.                             |                                                 |
| 144       | ?, figlio di Zoilo                         | 147/146 a.C. | 35 / 24       | Londra, BM EA 10620(b).                          |                                                 |
| 145       | Tyiywns, figlio di Santippo                | 146/145 a.C. | 36 / 25       | P. dem. Cair. 30605.                             |                                                 |

 Tolomeo VIII Evergete / Cleopatra II (145–141 a.C.) 
| Sacerdote | Sacerdote                   | Anno         | Anno di regno | Fonti                | Note                                                                                |
| --------- | --------------------------- | ------------ | ------------- | -------------------- | ----------------------------------------------------------------------------------- |
| 145       | Tyiywns, figlio di Santippo | 145 a.C.     | 25            | P. dem. Cair. 30605. |                                                                                     |
| 146       | ?                           | 145/144 a.C. | 26            |                      |                                                                                     |
| 147       | Tolomeo, figlio di Tolomeo  | 144/143 a.C. | 27            | P. Köln VIII 350.    | Il secondo figlio di Tolomeo VI e di Cleopatra II, faraone tra il 145 e il 144 a.C. |
| 148       | ?                           | 143/142 a.C. | 28            |                      |                                                                                     |
| 149       | ?                           | 142/141 a.C. | 29            |                      |                                                                                     |

 Tolomeo VIII Evergete / Cleopatra II / Cleopatra III (141–116 a.C.) 
| Sacerdote | Sacerdote                    | Anno         | Anno di regno | Fonti                             | Note                                                   |
| --- | ---------------------------- | ------------ | ------------- | --------------------------------- | ------------------------------------------------------ |
| 150 | ?                            | 141/140 a.C. | 30            |                                   |                                                        |
| 151 | ?                            | 140/139 a.C. | 31            |                                   |                                                        |
| 152 | ?                            | 139/148 a.C. | 32            |                                   |                                                        |
| 153 | Dionisio, figlio di Demetrio | 138/137 a.C. | 33            | P. dem. Cair. 30619.              |                                                        |
| 154 | ?                            | 137/136 a.C. | 34            |                                   |                                                        |
| 155 | Antipatro, figlio di Ammonio | 136/135 a.C. | 35            | P. Tebt. III 810.                 |                                                        |
| 156 | Tolomeo, figlio di Tolomeo   | 135/134 a.C. | 36            | P. Tebt. III 810.                 | Figlio di Tolomeo VIII, probabilmente Menfite o Sotere |
| Per i sacerdoti n° 157-171 (dal trentasettesimo al cinquantesimo anno di regno di Tolomeo VIII) non si hanno ne papiri ne iscrizioni. |                              |              |               |                                   |                                                        |
| 172 | Apollonio, figlio di Eireneo | 120/119 a.C. | 51            | Londra, BM EA 10398.              |                                                        |
| 173 | Tolomeo, figlio di Castore   | 119/118 a.C. | 52            | PP III/IX 5251. P. Hamb. Inv. 12. |                                                        |
| 174 | ?                            | 118/117 a.C. | 53            |                                   |                                                        |
| 175 | ?                            | 117/116 a.C. | 54            |                                   |                                                        |

 Cleopatra III / Tolomeo IX Sotere (116–107 a.C.) 
| Sacerdote | Sacerdote                                           | Anno         | Anno di regno | Fonti                                    | Note |
| --------- | --------------------------------------------------- | ------------ | ------------- | ---------------------------------------- | --- |
| 175       | ?                                                   | 116 a.C.     | 1             |                                          | |
| 176       | Tolomeo Sotere Latiro                               | 116/115 a.C. | 2             | P. dem. Cair. 30602; 30603.              | |
| 177       | Tolomeo Sotere Latiro                               | 115/114 a.C. | 3             | P. Genf. I, 25. P. Strasb. 81, 83, 84.   | |
| 178       | Tolomeo Sotere Latiro                               | 114/113 a.C. | 4             | P. Genf. II, 20. P. Strasb. 85. BGU 944. | |
| 179       | Tolomeo Sotere Latiro                               | 113/112 a.C. | 5             | P. Lond. III 1204.                       | |
| 180       | Artemidore, figlio di Satione Tolomeo Sotere Latiro | 112/111 a.C. | 6             | P. Strasb. 86.                           | Artemidore fu sacerdote solamente nei primi mesi dell'anno sacerdotale. Successivamente fu sostituito da Tolomeo Sotere. |
| 181       | Tolomeo Sotere Latiro                               | 111/110 a.C. | 7             | ?                                        | |
| 182       | Tolomeo Sotere Latiro                               | 110/109 a.C. | 8             | BGU III 995.                             | |
| 183       | Tolomeo Sotere Latiro                               | 109/108 a.C. | 9             | P. Lond. III 881.                        | |
| 184       | Tolomeo Sotere Latiro                               | 108/107 a.C. | 10            | ?                                        | |
| 185       | Tolomeo Sotere Latiro                               | 107 a.C.     | 11            | BGU III 996.                             | |

 Cleopatra III / Tolomeo X Alessandro (107–101/88 a.C.) 
| Sacerdote | Sacerdote          | Anno         | Anno di regno | Fonti                             | Note |
| --------- | ------------------ | ------------ | ------------- | --------------------------------- | ---- |
| 185       | Tolomeo Alessandro | 107/106 a.C. | 11 / 8        | P. Bruxelles Inv. E. 7155, 7156A. |      |
| 186       | Tolomeo Alessandro | 106/105 a.C. | 12 / 9        | P. Tebt. I 166.                   |      |
| 187       | Cleopatra Tea      | 105/104 a.C. | 13 / 10       | P. Köln II 81.                    |      |

## Abbreviazioni
- BGU = Ägyptische Urkeen aus den Staatlichen Museen zu Berlin, Griechische Urkeen (13 edizioni dal 1895; Neudruck von Bd. I–IX, Milano 1972).
- CPJud = Victor A. Tcherikover, Alexander Fuks: Corpus Papyrorum Judaicarum, vol. I, Cambridge (Massachusetts) 1957.
- Londra, BM EA = Inventario dei Papiri e delle Iscrizioni del British Museum di Londra.
- OGIS = Wilhelm Dittenberger: Orientis Graeci inscriptiones selectae, ed. I, Lipsia 1903.
- P. Amh. = B. P. Grenfell e A. S. Hunt: The Amherst Papyri, 2 edizioni, Londra 1900–1901.
- P. Amsterdam inv. = Inventario dei Papiri dell'Università di Amsterdam.
- P. BM Andews = C. A. R. Andrews: Ptolemaic Legal Texts from the Theban Area, Londra 1990.
- P. dem. Berl. = Demotische Papyri aus den Staatlichen Museen zu Berlino, 3 edizioni, Berlino 1978–1993.
- P. Bruxelles Inv. = Inventario dei Papiri dei musei reali dell'arte e della storia di Bruxelles.
- P. Cair. Zen. = C. C. Edgar: Zenon Papyri, vol. I–V, Il Cairo 1925–1931.
- P. Cornell = W. L. Westermann, C. J. Kraemer Jr.: Greek Papyri in the Library of Cornell University, New York 1926.
- P. dem. Cair. = Wilhelm Spiegelberg: Die Demotischen Denkmäler: ed. I: Die demotischen Inschriften, Lipsia 1904; ed. II: Die demotischen Papyri, Strasburgo 1908; ed. III: Demotische Inschriften e Papyri, Berlino 1932.
- P. Eleph. = Otto Rubensohn: Aegyptische Urkeen aus den königlichen Museen in Berlin, in: Griechische Urkeen. Edizione speciale: Elephantine Papyri, Berlino 1907.
- P. Genf. I = J. Nicole: Les Papyrus de Genève, vol. I, Ginevra 1896–1906.
- P. Hamb. Inv. = P. Meyer: Griechische Papyrusurkeen der Hamburger Staats- und Universitätsbibliothek, Lipsia/Berlino 1911–1924.
- P. Hib. I = Bernard P. Grenfell, Arthur S. Hunt: The Hibeh Papyri, parte I, Londra 1906.
- P. Hib. II = E. G. Turner: The Hibeh Papyri, parte II, Londra 1955.
- P. Hausw. = Wilhelm Spiegelberg, Josef Partsch: Die demotischen Hauswaldt Papyri: Verträge der ersten Hälfte der Ptolemäerzeit (Ptolemaios II–IV) aus Apollinopolos (Edfu), Lipsia 1913.
- P. KölnÄgypt. = D. Kurth, H.-J. Thissen e M. Weber (Hrsg.): Kölner ägyptische Papyri, Opladen 1980.
- P. Köln II = B. Kramer e D. Hagedorn: Kölner Papyri, ed. II, Opladen 1978.
- P. Köln VIII = M. Gronewald, K. Maresch e C. Römer: Kölner Papyri, ed. VIII, Opladen 1997.
- P. Lond. III = F. G. Kenyon, H. I. Bell: Greek Papyri in the British Museum, vol. III, Londra 1907.
- P. Mich. Inv. = Inventario dei Papiri dell'Università del Michigan.
- P. Osl. = S. Eitrem, L. Amesen: Papyri Osloenses, vol. II–III, Oslo 1931–1936.
- P. Petrie = J. P. Mahaffy, J. G. Smyly: The Flinders Petrie Papyri, vol. I–III, Dublino 1891–1905.
- P. BM. Reich = Nathaniel Reich J.: Papyri juristischen Inhalts in hieratischer e demotischer Schrift aus dem British Museum, Vienna 1914.
- P. BM Siut = Herbert Thompson: A Family Archive from Siut from Papyri in the British Museum, Oxford 1934.
- P. Strasb. = Papyrus grecs de la Bibliothèque nationale et universitaire de Strasbourg, Strasburgo 1912–1914.
- P. Tebt. I = B. P. Grenfell, A. S. Hunt, J. G. Smyly: The Tebtunis Papyri, vol. I, Londra 1902.
- P. Tebt. III = Bernard P. Grenfell, Arthur S. Hunt, J. Gilbart Smyly: The Tebtunis Papyri, vol. III, Londra 1933.
- PP VI = Willy Peremans, Edmond Van‘t Dack, Leon Mooren, W. Swinnen: Prosopographia Ptolemaica VI: La cour, les relations internationales et les possessions extérieures, la vie culturelle (Nos 14479-17250), in: Studia Hellenistica, ed. XXI, Löwen 1968.
- PP III/IX = Willy Clarysse: Prosopographia Ptolemaica IX: Addenda et Corrigenda au volume III, in: Studia Hellensitica, ed. XXV, Löwen 1981.
- PSI = Papiri Greci e Latini, vol. I–XIV, Firenze 1912–1957.
- SB = Hans A. Rupprecht, Joachim Hengstl: Sammelbuch griechischer Urkeen aus Ägypten, ed. I–XXVI, 1903–2006.
- Stele 5576 = Urbain Bouriant: La Stèle 5576 du Musée de Boulaq et l’Inscription de Rosette, in Recueil de travaux, vol. 6, Parigi 1885, S. 1–20.